# Роша Ештансія
Роша Ештансія (порт. Rocha Estância) — гора в південно-західній частині острова Боа-Вішта в Кабо-Верде, на схід від села Повоасау Велья. Висота становить 357 метрів. Це частина заповідної території (категорія Пам'ятка природи), що займає 253 га. Церква Богоматері зачаття розташована біля західного підніжжя гори.

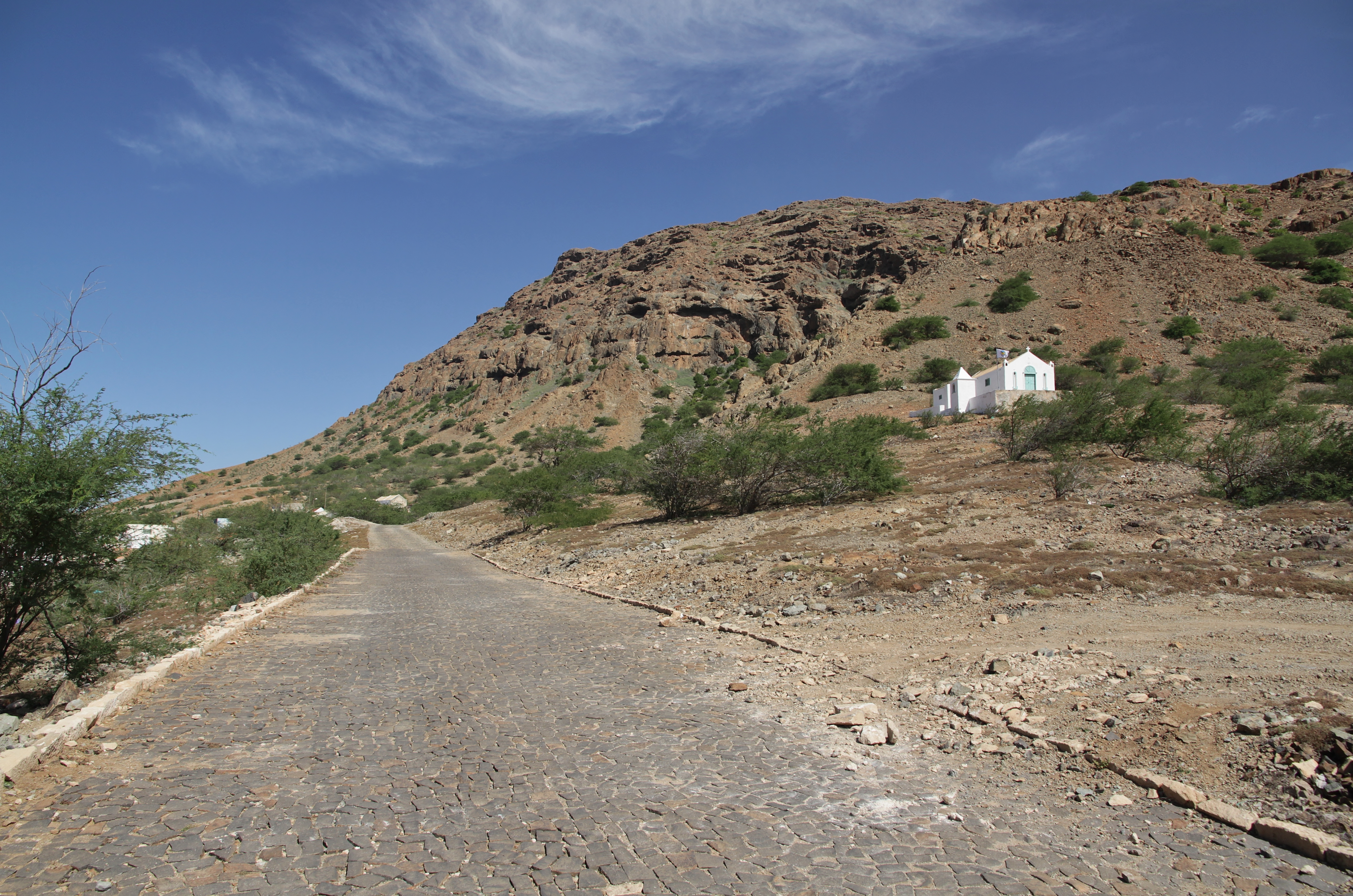
Західне підніжжя гори з церквою Богоматері зачаття поблизу Повоасау Велья